# Cantone di Cambrai
Il Cantone di Cambrai è una divisione amministrativa dell'Arrondissement di Dunkerque.
È stato costituito a seguito della riforma approvata con decreto del 17 febbraio 2014, che ha avuto attuazione dopo le elezioni dipartimentali del 2015.

## Composizione
Comprende i 27 comuni di:
- Abancourt
- Anneux
- Aubencheul-au-Bac
- Bantigny
- Blécourt
- Boursies
- Cambrai
- Cuvillers
- Doignies
- Escaudœuvres
- Eswars
- Estrun
- Fontaine-Notre-Dame
- Fressies
- Haynecourt
- Hem-Lenglet
- Mœuvres
- Neuville-Saint-Rémy
- Paillencourt
- Proville
- Raillencourt-Sainte-Olle
- Ramillies
- Sailly-lez-Cambrai
- Sancourt
- Thun-l'Évêque
- Thun-Saint-Martin
- Tilloy-lez-Cambrai